# Pavilhão João Rocha
El Pavilhão João Rocha és el pavelló esportiu de l'Sporting Clube de Portugal. Es troba a la ciutat de Lisboa i té una capacitat de 3000 espectadors.
Situat al costat de l'Estádio José Alvalade, el pavelló va rebre el nom de l'expresident del club, João Rocha, que va romandre en el càrrec entre setembre de 1973 i octubre de 1986.